# Corazoncito
"Corazoncito" es la cuarta pista del álbum Alpha del grupo Selena y Los Dinos, del año 1986. Fue compuesta por el hermano de Selena, A.B. Quintanilla III y por Manny R. Guerra y producida por este último.

## Composición
"Corazoncito" fue el primer tema compuesto entre el hermano de Selena y bajista de la banda, A.B. Quintanilla III y el productor ejecutivo, Manny R. Guerra. El arreglo y la mezcla estuvieron a cargo de Brian "Red" Moore.
La canción es una mezcla de género tejano y cumbia. En 1998, fue mezclada en ritmo totalmente cumbia para el álbum "Anthology".

## Uso en otros álbumes
- El 7 de abril de 1998, se lanzó el segundo álbum de remezclas de Selena titulado "Anthology". El tema "Corazoncito" fue remezclado en versión cumbia.
- "Corazoncito" hizo parte de la compilación exclusiva para Chile titulada "Cumbias" en 1999.[2]
- Se compila en "Selena y sus Inicios, Vol. 1" el 4 de noviembre de 2003 y en "Selena y sus Inicios, Vol. 3" el 24 de agosto de 2004.[3][4]

## Créditos
| - Primera voz - Selena Quintanilla - Batería - Suzette Quintanilla - Bajo y segunda voz - A.B. Quintanilla III - Teclados - Ricky Vela - Guitarra - Roger García | - Productor - Manny R. Guerra - Grabación y mezcla - Amen Studios (San Antonio, Tx.) - Arreglos musicales - Selena y Los Dinos - Composición - A.B. Quintanilla III • Manny R. Guerra |